# Albert Voorn
Albert Voorn (n. 23 mai 1956, Hilversum, Olanda de Nord, Țările de Jos) este un sportiv ce a reprezentat Regatul Țărilor de Jos, medaliat olimpic. A participat la o ediție a Jocurilor Olimpice (2000) în care a câștigat o medalie de argint.

## Participări
Lista de mai jos prezintă principalele competiții la care a participat Albert Voorn de-a lungul carierei.
- equestrian at the 2000 Summer Olympics – individual jumping[*]